# Władysław Raginis
Władysław Raginis, né le 27 juin 1908 à Daugavpils et mort au combat le 10 septembre 1939 à Wizna, est un capitaine de l'Armée polonaise qui s'est distingué lors de la bataille de Wizna. Il est promu au grade de commandant à titre posthume.

## Biographie
Władysław Raginis est né le 27 juin 1908. Après l'obtention de son baccalauréat, il entre à l'école des aspirants de l'Armée de Terre (Szkoła Podchorążych Piechoty) à Komorowo près d'Ostrów Mazowiecka. Après l'avoir finie, il entre l'école des officiers de l'Armée de Terre et est nommé sous-lieutenant en 1939. Ensuite, il est affecté au 76e régiment d'infanterie à Grodno en tant que chef de peloton. En 1939, il est affecté au Corps de Protection de la Frontière (Korpus Ochrony Pogranicza) en tant que commandant de la 3e compagnie du bataillon de mitrailleuses du régiment "Sarny".
Le 27 août 1939, le capitaine Raginis prend position en tête de compagnie à Wizna. Le 2 septembre, le commandant Jakub Fober quitte le poste avec son bataillon et passe le commandement au capitaine Raginis. Il défend la position avec 720 hommes sous ses ordres contre le 19e corps d'armée qui compte 42 200 hommes dont 1 200 officiers. Pendant la bataille de Wizna, appelée aussi la bataille des Thermopyles polonaise, le capitaine Raginis et son second le lieutenant Brykalski jurent qu'ils ne quitteront pas leur poste vivants. Il existe dans l'historiographie polonaise une information non confirmée indiquant que le général Guderian menaça d'exécuter les prisonniers de guerre au cas où la résistance se poursuivrait. Malgré ces menaces, la défense se poursuit jusqu'à l'épuisement de munitions. À ce moment-là, le 10 septembre à midi, le capitaine Raginis ordonne à ses hommes de déposer les armes et de se rendre. Lui-même, grièvement blessé, met fin à ses jours avec une grenade.
Après la guerre, à Wizna, a été mis en place une plaque commémorative portant l'inscription :  « Passant, dis à la patrie que nous nous sommes battus jusqu'à la fin, en accomplissant notre devoir ». La famille du capitaine a été officiellement informée de sa mort 3 ans après la bataille. En 1943, Maria Morawska, la sœur du capitaine, reçut un avis de la Croix Rouge Polonaise.

## Hommage après la mort
Le 13 mai 1970, le capitaine Raginis est décoré de la Croix de Virtuti Militari.
Le 28 mars 2009, le président Lech Kaczyński décerne  au capitaine Raginis l'ordre de Polonia Restituta.
Le 21 août 2012, Władysław Raginis a été promu au grade de commandant par le ministre de la Défense Nationale Tomasz Siemoniak.

## Władysław Raginis dans la culture
Le combat héroïque du capitaine Raginis inspira des artistes dans des œuvres suivantes :
- Documentaire intitulé Wierność (Fidelité), un film de Grzegorz Królikiewicz de 1968.
- Documentaire intitulé "Dzwony znad Wizny" (Les Cloches de Wizna) réalisé par Franciszek Burdzy.
- Chanson de groupe suédois Sabaton 40:1